# UFC on ESPN: Vera vs. Cruz
UFC on ESPN: Vera vs. Cruz（ユーエフシー・オン・イーエスピーエヌ：ヴェラ・バーサス・クルーズ、別名UFC on ESPN 41）は、アメリカ合衆国の総合格闘技団体「UFC」の大会の一つ。2022年8月13日、カリフォルニア州サンディエゴのペチャンガ・アリーナで開催された。

## 大会概要
本大会はマルロン・ヴェラとドミニク・クルーズのバンタム級戦が組まれた。

## 試合結果

### プレリミナリーカード
第1試合 バンタム級 5分3R
△  ユーセフ・ザラル vs.  ダモン・ブラックシア △
3R終了 判定0-1（28-29、28-28、28-28）
第2試合 180ポンド契約 5分3R
○  ジョシュ・クインラン vs.  ジェイソン・ウィット ×
1R 2:09 KO（左フック）
第3試合 フライ級 5分3R
○  タイソン・ナム vs.  オデー・オズボーン ×
1R 2:59 KO（右フック→パウンド）
第4試合 ライト級 5分3R
○  ガブリエル・ベニテス vs.  チャーリー・オンティべロス ×
1R 3:35 TKO（パウンド）
第5試合 女子フライ級 5分3R
○  ニーナ・アンサロフ vs.  シンシア・カルビーロ ×
3R終了 判定2-1（28-29、29-28、30-27）
第6試合 ヘビー級 5分3R
○  マルティン・ブダイ vs.  ルーカス・ブジェスキー ×
3R終了 判定2-1（29-28、28-29、29-28）
第7試合 120ポンド契約 5分3R
○  アンジェラ・ヒル vs.  ルーピー・ゴディネス ×
3R終了 判定3-0（29-28、29-28、29-28）

### メインカード
第8試合 ミドル級 5分3R
○  ジェラルド・マーシャート vs.  ブルーノ・シウバ ×
3R 1:39 ギロチンチョーク
第9試合 女子バンタム級 5分3R
○  プリシラ・カショエイラ vs.  アリアネ・リプスキ ×
1R 1:05 TKO（右ストレート→パウンド）
第10試合 ライトヘビー級 5分3R
○  アザマト・ムルザカノフ vs.  デビン・クラーク ×
3R 1:18 TKO（左ボディブロー→パウンド）
第11試合 女子ストロー級 5分3R
○  ヤスミン・ハウレギ vs.  ヤスミン・ルシンド ×
3R終了 判定3-0（30-27、29-28、29-28）
第12試合 フェザー級 5分3R
○  ネイト・ランドワー vs.  デビッド・オナマ ×
3R終了 判定2-0（28-28、29-27、29-27）
第13試合 バンタム級 5分5R
○  マルロン・ヴェラ vs.  ドミニク・クルーズ ×
4R 2:17 KO（左ハイキック）

### 各賞
ファイト・オブ・ザ・ナイト：ネイト・ランドワー vs. デビッド・オナマ
パフォーマンス・オブ・ザ・ナイト：マルロン・ヴェラ、タイソン・ナム
各選手にはボーナスとして5万ドルが授与された。

### カード変更
負傷などによるカードの変更は以下の通り。